# 1915 год в литературе

## Премии

### Международные
- Нобелевская премия по литературе — Ромен Роллан, «за высокий идеализм литературных произведений, за сочувствие и любовь к истине».

### Франция
- Гонкуровская премия — Рене Бенджамин, «Гаспар».
- Премия Фемина — не присуждалась.

## Книги

### Романы
- «39 ступеней» — роман Джона Бакена.
- «Аня с острова Принца Эдуарда» — роман Люси Мод Монтгомери.
- «Бремя страстей человеческих» — роман Уильяма Сомерсета Моэма.
- «Возвращение в джунгли» — роман Эдгара Райса Берроуза.
- «Гений» — роман Теодора Драйзера.
- «Жёлтый коготь» — роман Сакса Ромера.
- «Маленькая хозяйка большого дома» — роман Джека Лондона.
- «Морской ястреб» — роман Рафаэля Сабатини.
- «Плутония» — роман Владимира Обручева.
- «По морю прочь» — роман Вирджинии Вулф.
- «Победа» — роман Джозефа Конрада.
- «Поллианна вырастает» — роман Элинор Портер.
- «Процесс» — роман Франца Кафки.
- «Радуга» — роман Дэвида Герберта Лоуренса.
- «Страшила из страны Оз» — роман для детей Лаймена Фрэнка Баума.
- «Те, кто внизу[англ.]» — роман Мариано Асуэлы.
- «Что-нибудь этакое» — роман Пэлема Грэнвила Вудхауза.

### Повести
- «Долина ужаса» — повесть Артура Конана Дойля.
- «Яр» — повесть Сергея Есенина.

### Пьесы
- «Камень, брошенный в воду» — пьеса Фёдора Сологуба.
- «Тот, кто получает пощёчины» — пьеса Леонида Андреева.

## Родились
- 9 января — Сурен Айвазян, армянский советский прозаик.
- 14 января — Махмуд Этемадзаде, персидский писатель и переводчик.
- 6 марта — Борис Васильевич Изюмский, советский писатель (трилогия «Алые погоны», повести: «Призвание», «Ханский ярлык»).
- 14 марта — Замятин, Владимир Дмитриевич, советский поэт.
- 7 апреля — Генри Каттнер, американский писатель-фантаст, мастер юмористического рассказа.
- 1 мая — Антти Николаевич Тимонен, карельский финноязычный писатель.
- 5 мая — Долматовский, Евгений Аронович, русский советский поэт, автор слов многих известных песен.
- 12 мая — Александр Дмитриевич Андреев, советский писатель.
- 8 июня — Роберт Янг, американский писатель-фантаст.
- 10 июня — Сол Беллоу, американский писатель, лауреат Нобелевской премии по литературе 1976 г.
- 15 июня — Тлеуберген Купбатулла улы Джиемуратов, народный поэт Каракалпакской АССР, народный поэт Узбекской ССР.
- 1 августа — Джеллу Наум, румынский поэт, драматург, прозаик и переводчик.
- 8 августа — Бгишам Сахни, индийский писатель и драматург.
- 17 октября — Артур Миллер, американский драматург.
- 7 декабря — Ли Брэкетт, американская писательница-фантаст и сценаристка, жена Эдмонда Гамильтона.
- 15 декабря –  Ласло Беньямин, венгерский поэт.
- Равжирын Равжир — монгольский учёный и писатель.

## Скончались
- 26 января — Акакий Церетели — грузинский поэт и писатель.
- 4 февраля — Мэри Элизабет Браддон, английская писательница.
- 13 марта — Константин Васильевич Иванов, чувашский поэт, классик чувашской литературы.
- 28 марта – Сигизмунд Недзвецкий, польский писатель.
- 23 апреля — Руперт Брук — английский поэт, известный своими идеалистическими военными сонетами, написанными в период Первой мировой войны.
- 30 апреля — Нико Ломоури — грузинский писатель и поэт.
- 30 июня — Сатеник Артёмовна Адамян, армянская театральная актриса.
- 10 июля — Важа-Пшавела — грузинский писатель и поэт.
- 9 августа — Ежи Жулавский — польский писатель, поэт и драматург, один из основоположников польской научно-фантастической литературы.
- 26 августа — Рубен Севак — армянский поэт, прозаик, переводчик.
- 14 ноября — Букер Вашингтон — американский писатель, оратор и политик.